# Baltschik

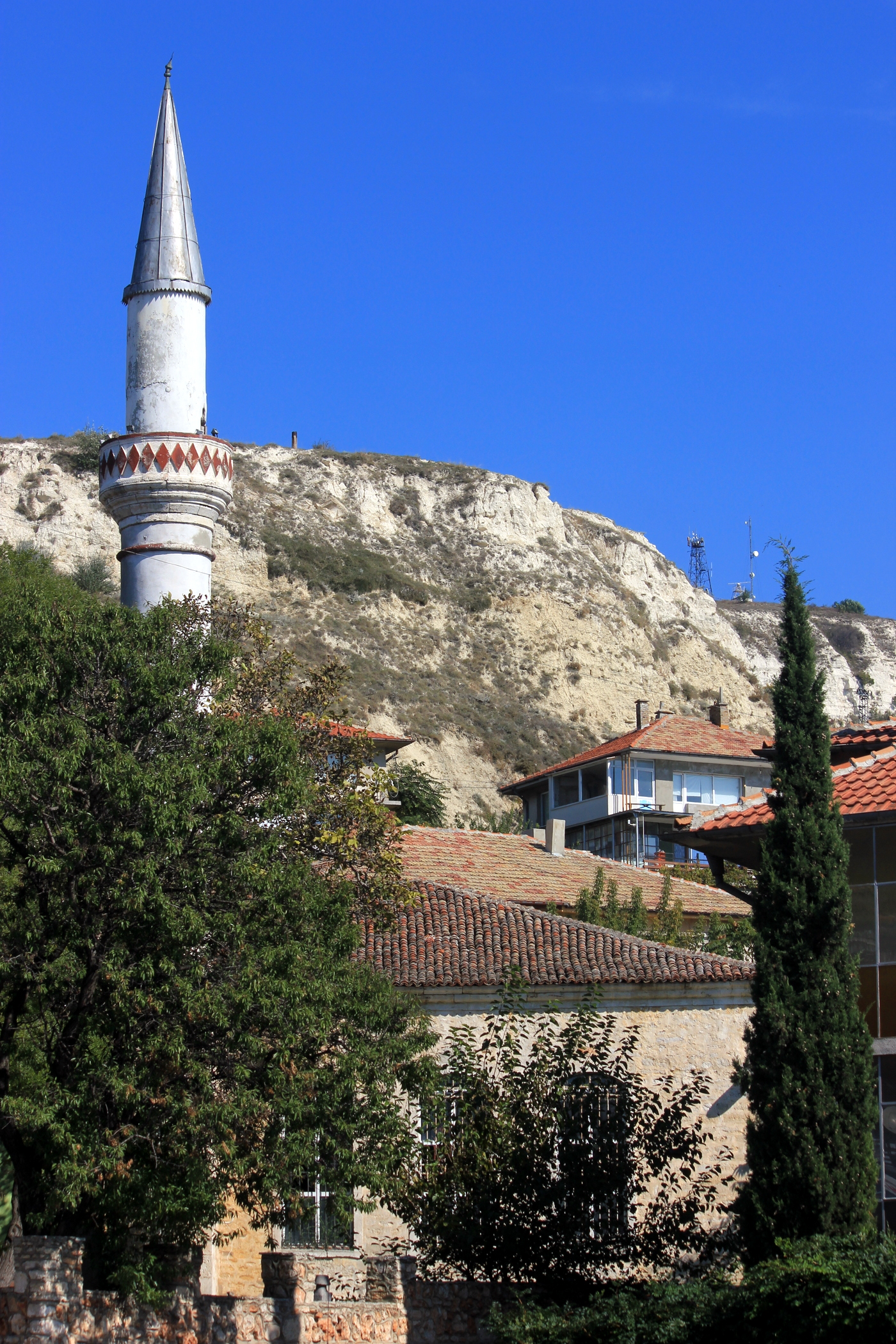
Moschee im Stadtzentrum, dahinter die Klippen

Baltschik [bɐɫˈtʃik] (bulgarisch Балчик; andere häufigere Schreibweisen Balchik, Balčik) ist eine kleine Hafenstadt am Schwarzen Meer im Nordosten Bulgariens in der Oblast Dobritsch.

## Geografie
Baltschik liegt in der Landschaft Dobrudscha an der Küste zum Schwarzen Meer. Die Stadt liegt etwa 31 Kilometer nordöstlich von Warna. Baltschik hat 9.291 Einwohner (31. Dezember 2022) und umfasst eine Fläche von 74,41 km².

## Geschichte

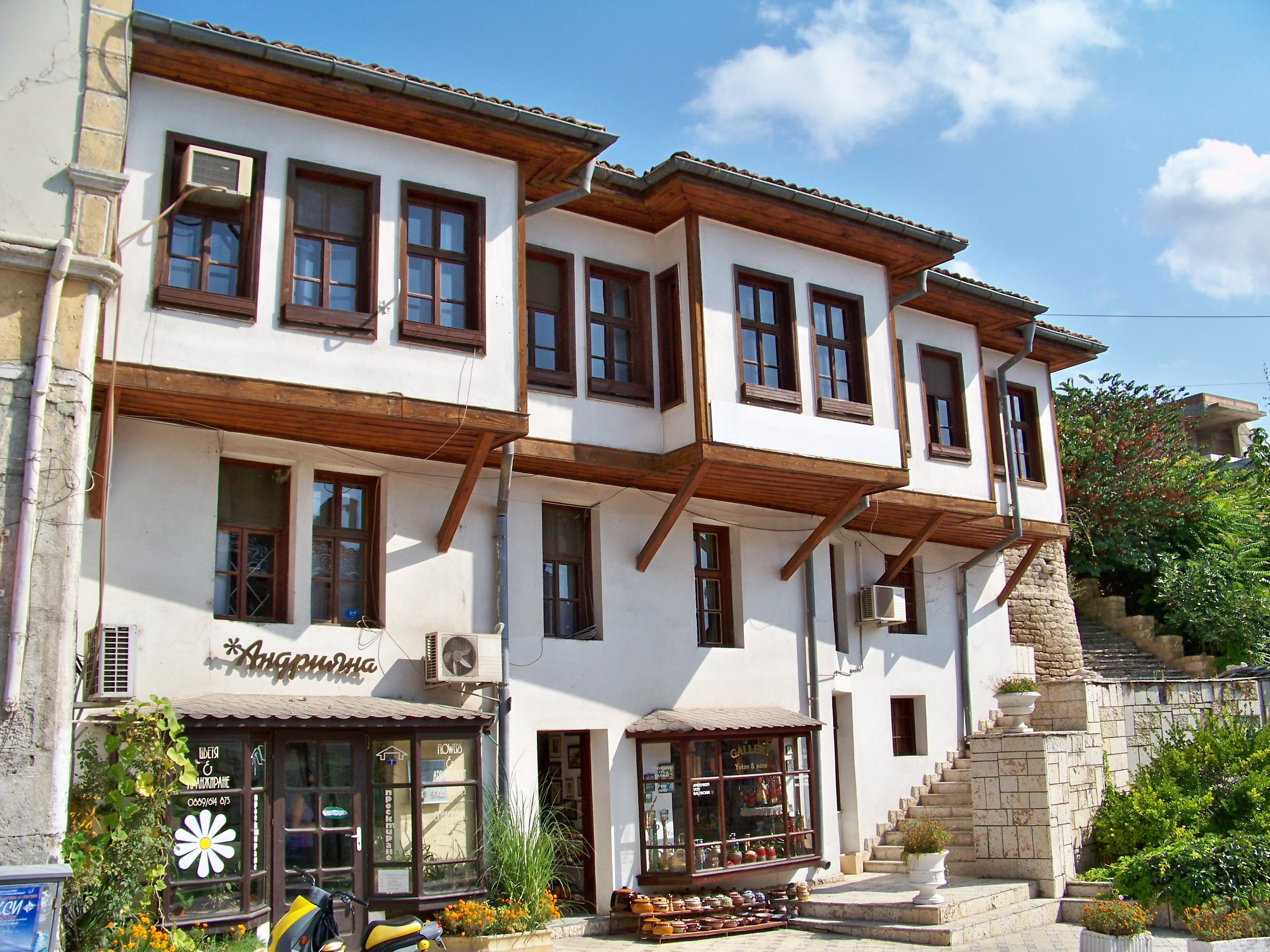
In Baltschik

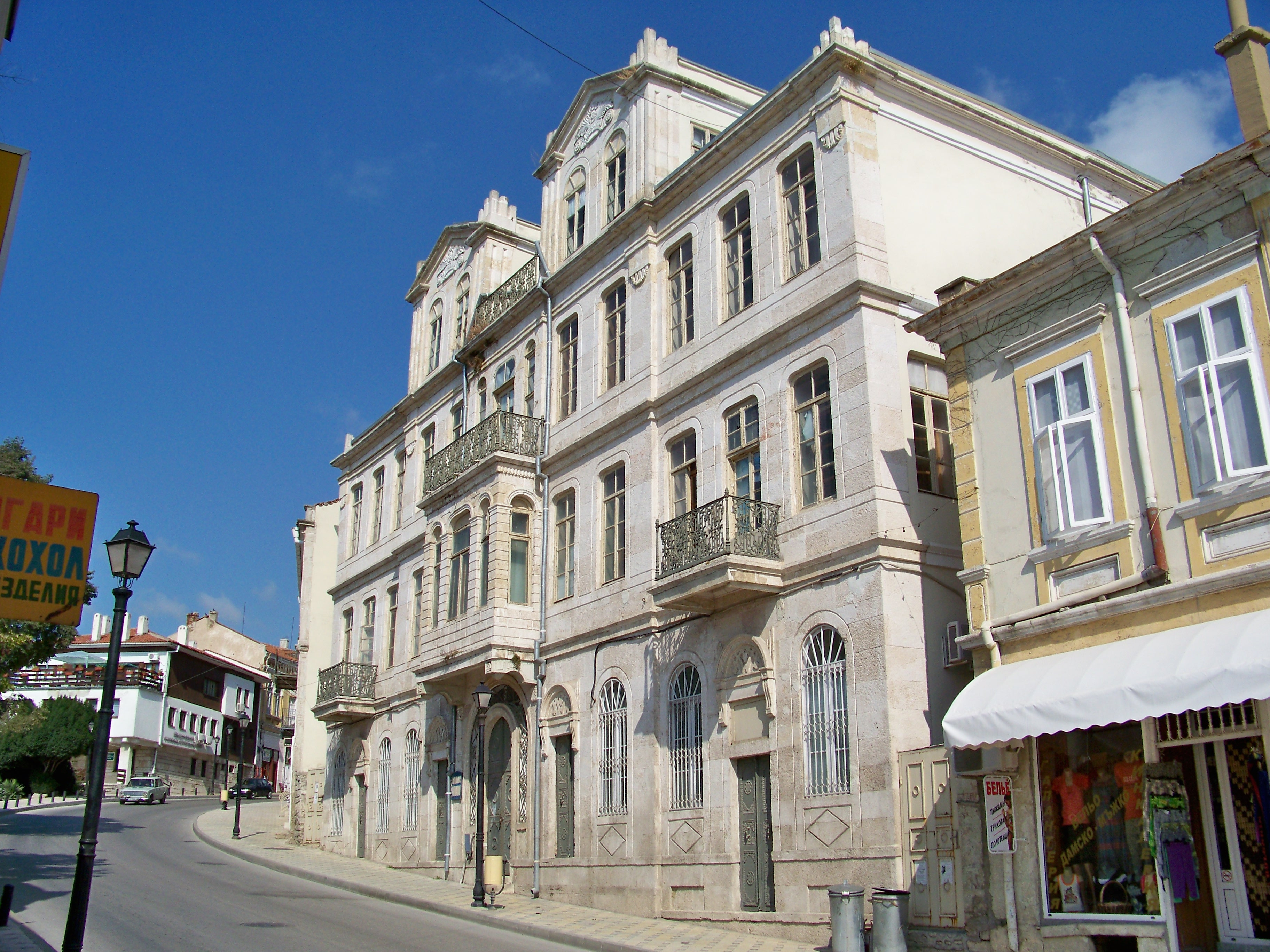
In Baltschik

Die erste Siedlung an dieser Stelle wurde im 7. Jahrhundert v. Chr. von Ioniern aus Milet gegründet und hieß Krounoi (griech. Κρουνοι; deutsch Frühling). Seit der zweiten Hälfte des 3. Jahrhunderts v. Chr. war der Name des Ortes Dionysopolis (griech. Διονυσόπολις) nach Dionysos, dem Gott des Weines. Noch später trug der Ort den altbulgarischen Namen Karwuna. Auf italienischen Portolankarten aus dem 14. Jahrhundert wurde Karwuna in der italienischen Form Carbona erwähnt. Die Stadt wurde 1230 in der Dubrovniker Urkunde erwähnt.
Nachdem die Stadt von Bulgarien einverleibt worden war und zum Despotat Dobrudscha gehörte, gab ihr der Bojare Balik den Namen Baltschik. Die Überreste seiner Festung befinden sich oberhalb des städtischen Krankenhauses von Baltschik im Stadtviertel Gemidschija (bulg. Гемиджия). Diese Reste sind fast völlig zerstört und verwittert und kaum noch auszumachen. Im Stadtviertel Wassil Lewskii befinden sich die Überreste der Festung Karwuna, die von den Byzantinern erbaut und sowohl von den Byzantinern, als auch von den Bulgaren während der Zeit des Ersten Bulgarenreichs im 11. Jahrhundert benutzt wurde.
Nach dem Krimkrieg (1853–1856) wurde Baltschik ein Zentrum des Getreidehandels.
Die einst türkische und tatarische Bevölkerungsmehrheit wurde nach der Unabhängigkeit Bulgariens zwischen 1878 und 1913 von Bulgaren und Griechen verdrängt, die meisten Griechen wurden später ebenfalls vertrieben.
Von 1913 bis 1940 gehörte die Stadt zu Rumänien, da die vorher zu Bulgarien gehörende Süddobrudscha nach dem Zweiten Balkankrieg durch Rumänien (mit dem Friedensvertrag von Bukarest) annektiert wurde. Nach dem Vertrag von Craiova wurde Baltschik wieder bulgarisch.
Die Stadt ist seit 2004 Namensgeber für den Balchik Ridge, einen Gebirgskamm auf der Livingston-Insel in der Antarktis.

## Kultur und Sehenswürdigkeiten
In der Stadt gibt es einen Ethnografischen Komplex mit einem Museum, das der Epoche der sogenannten bulgarischen Wiedergeburt gewidmet ist.

### Schloss
Die rumänische Königin Maria war von der Lage Baltschiks begeistert und ließ dort ab 1924 ein kleines Sommerschloss und einen botanischen Garten anlegen. Die Königin soll das Schlösschen nach dem Tode ihres Gemahls zum Liebesnest für einen Muslim im orientalischen Stil ausgebaut haben, worauf ein Minarett im Schlosspark hindeutet. Mit dem Bau der Sommerresidenz waren die italienischen Architekten Amerigo und Augustino betraut. Die Sommerresidenz umfasst den eigentlichen Palast, der von hohen Türmen umgeben ist, eine Kapelle, in der nach dem Willen der Königin ihr Herz aufbewahrt wird, eine Villa, in der ursprünglich rumänische Aristokraten beherbergt werden sollten und einen Steinthron unter einem alten Baum, wo Königin Maria gerne saß, um aufs Meer zu schauen. Das Sommerschloss ist eine Mischung aus bulgarischen, rumänischen, maurischen und orientalischen architektonischen Elementen. Der Schlosspark ist dem verwinkelten Palast von Knossos nachempfunden, dem Ursprung des Mythos vom Labyrinth von Kreta aus der Minotauros-Sage. Die Steine der Kirche im Schloss von Baltschik stammen aus Kreta.

### Schlosspark
Der Schlosspark trägt den Namen Tenha Yuva (Stilles Nest). Er wurde zwischen 1924 und 1936 nach einem Entwurf des schweizerischen Landschaftsarchitekten Jules Janine angelegt – er war bis zur Oktoberrevolution in Russland der Hauptgärtner des russischen Zaren Nikolaus II. Die Königin starb 1938, zwei Jahre vor der Abtretung der Region einschließlich ihres Sommerschlosses an Bulgarien. Das Schloss und der Garten wurden zum Kulturdenkmal erklärt.
Mit ihrer Begeisterung für Baltschik lockte Königin Maria auch zahlreiche Besucher des rumänischen Adels und rumänische Künstler in das Städtchen.
Im Schlosspark wachsen über 3000 seltene Pflanzenarten, davon über 200 verschiedenen Baumarten. Deshalb wurde der Schlosspark 1955 als Botanischer Garten zu einer Außenstelle der Universität Sofia. Er hat eine sehr große Kakteensammlung mit über 250 Arten, die nach dem Exotischen Garten von Monaco die zweitgrößte Kakteensammlung Europas ist.
Der nach 1990 zunächst vernachlässigte Botanische Garten wird seit 2004 von der Universität Sofia betreut und ist durch seine Lage an der Meeres-Steilküste eine Attraktion für Landschaftsarchitekten, Botaniker und Touristen.

## Verkehr

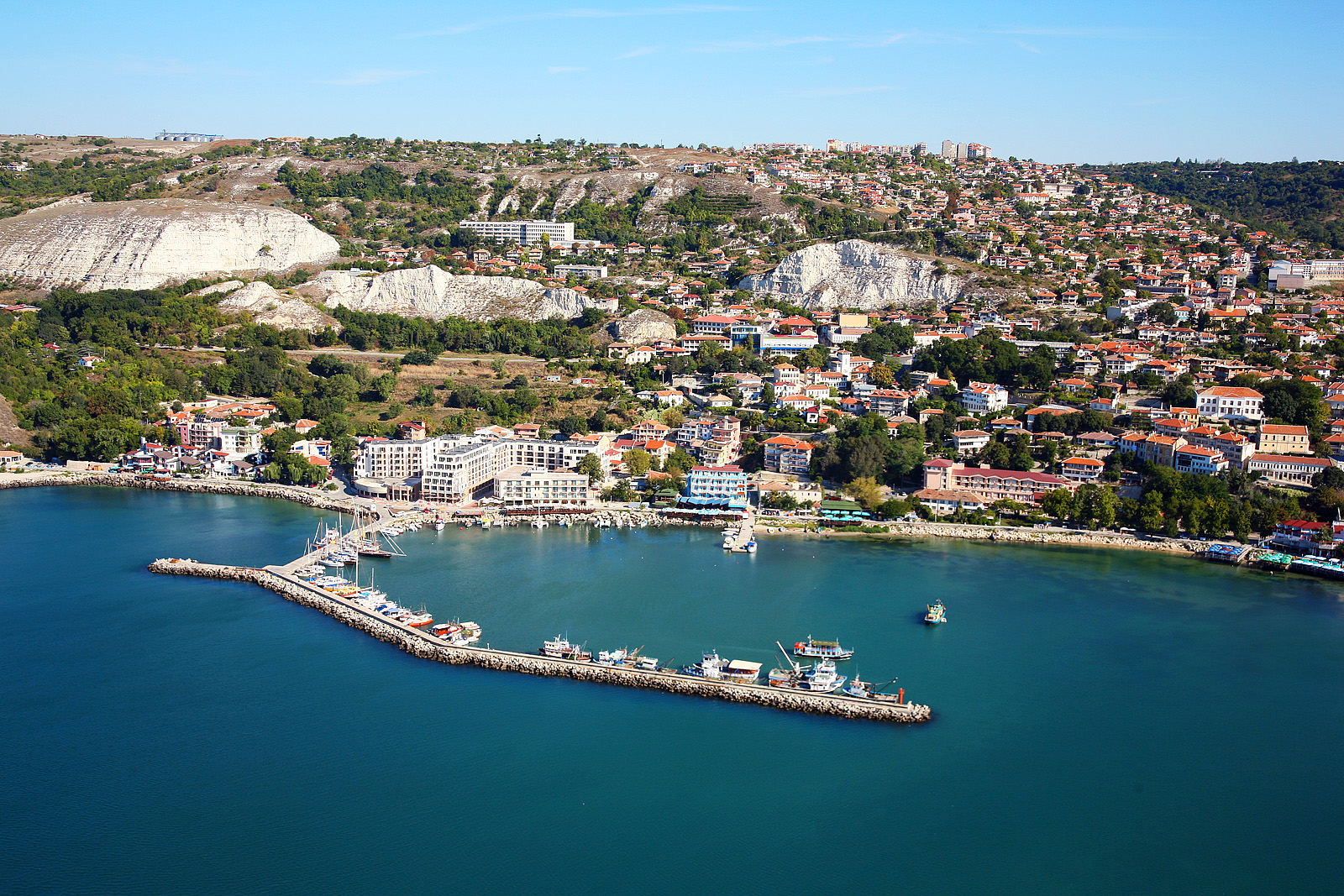
Blick auf Baltschik

Baltschik liegt an der Hauptstraße, die von Varna nach Mangalia in Rumänien entlang der Schwarzmeerküste verläuft.
Die Stadt hat einen kleinen Seehafen, einen Yachthafen und einen derzeit ungenutzten Flughafen (ICAO-Code LB25), bei dem es Überlegungen zur Nutzung durch Billigfluggesellschaften gibt.

## Städtepartnerschaften
- Armutalan, Türkei
- Bran, Rumänien
- Mangalia, Rumänien
- Stará Ľubovňa, Slowakei
- Hagfors, Schweden
- Cieszyn, Polen
- Boxberg/O.L., Deutschland